# 新潟県道19号見附栃尾線
新潟県道19号見附栃尾線（にいがたけんどう19ごう みつけとちおせん）は、新潟県見附市と長岡市を結ぶ県道（主要地方道）である。

## 概要
見附市から長岡市にかけては、1975年（昭和50年）に廃線となった越後交通栃尾線の跡をところどころに見ることができる。遊歩道になっていたり、線路がないのに跨線橋があるのはその名残である。
楡原トンネル付近は、栃尾鉄道廃線跡を利用している。

### 路線データ
- 起点：見附市本町2丁目（本町二丁目交差点、新潟県道8号長岡見附三条線・新潟県道20号見附中之島線交点）
- 終点：長岡市栃尾宮沢（宮沢交差点、国道290号・国道351号交点）

## 歴史
- 1993年（平成5年）5月11日 - 建設省から、県道見附栃尾線が見附栃尾線として主要地方道に指定される[1]。

## 路線状況

### 重複区間
- 新潟県道442号杉沢上樫出線（長岡市楡原 地内）
- 新潟県道9号長岡栃尾巻線（長岡市金町 - 長岡市谷内1丁目）

## 地理

### 通過する自治体
- 見附市
- 長岡市

### 交差する道路
- 新潟県道8号長岡見附三条線・新潟県道20号見附中之島線（見附市本町2丁目・本町二丁目交差点、起点）
- 新潟県道210号遅場見附線（見附市細越2丁目）
- 新潟県道442号杉沢上樫出線（長岡市楡原）
- 新潟県道442号杉沢上樫出線（長岡市楡原）
- 新潟県道138号栃尾田井線（長岡市新栄町・栃尾交番前交差点）
- 新潟県道9号長岡栃尾巻線（長岡市金町）
- 新潟県道9号長岡栃尾巻線（長岡市谷内1丁目）
- 新潟県道317号上塩栃尾線（長岡市天下島）
- 国道290号・国道351号（長岡市栃尾宮沢・宮沢交差点、終点）

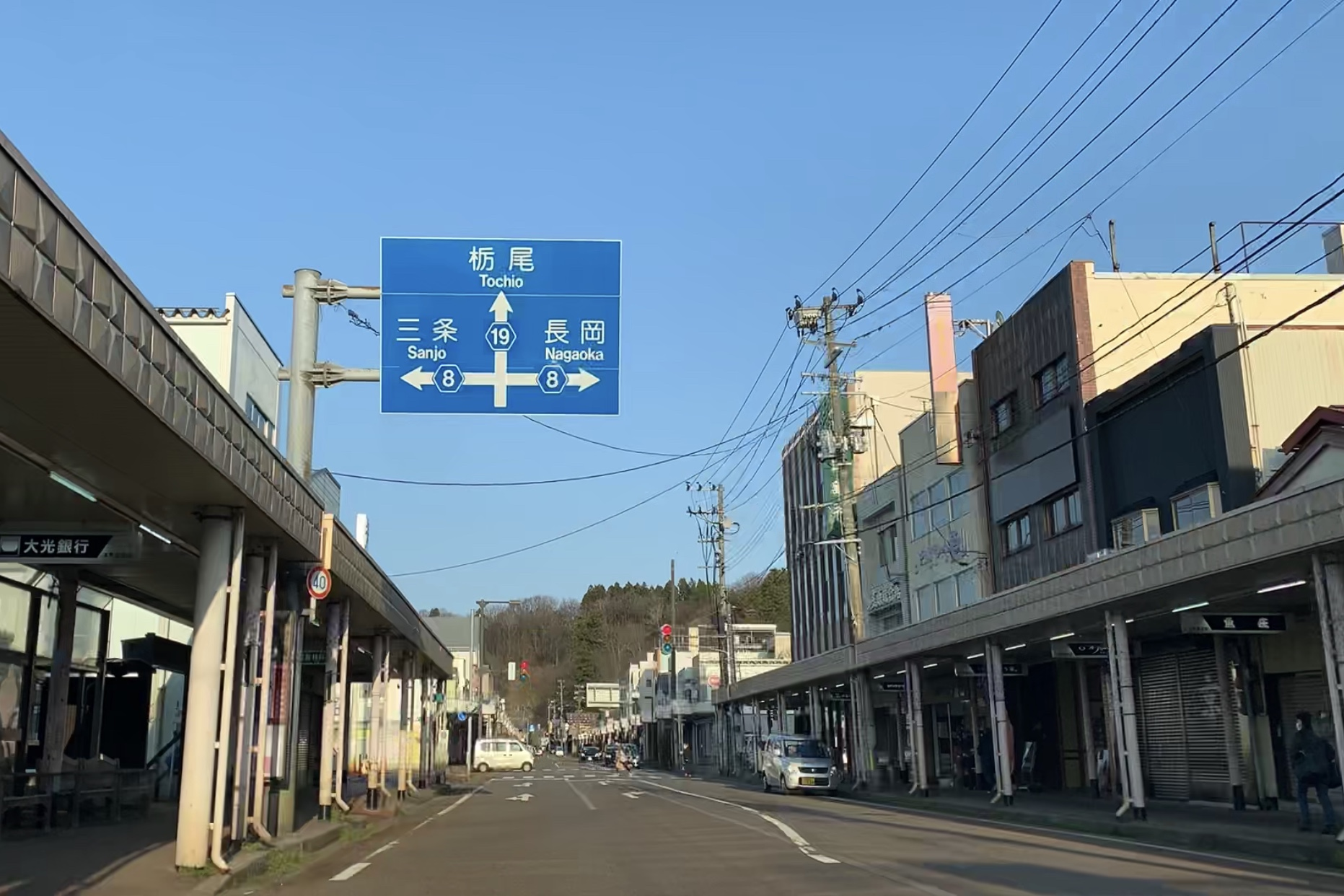
見附市本町1丁目
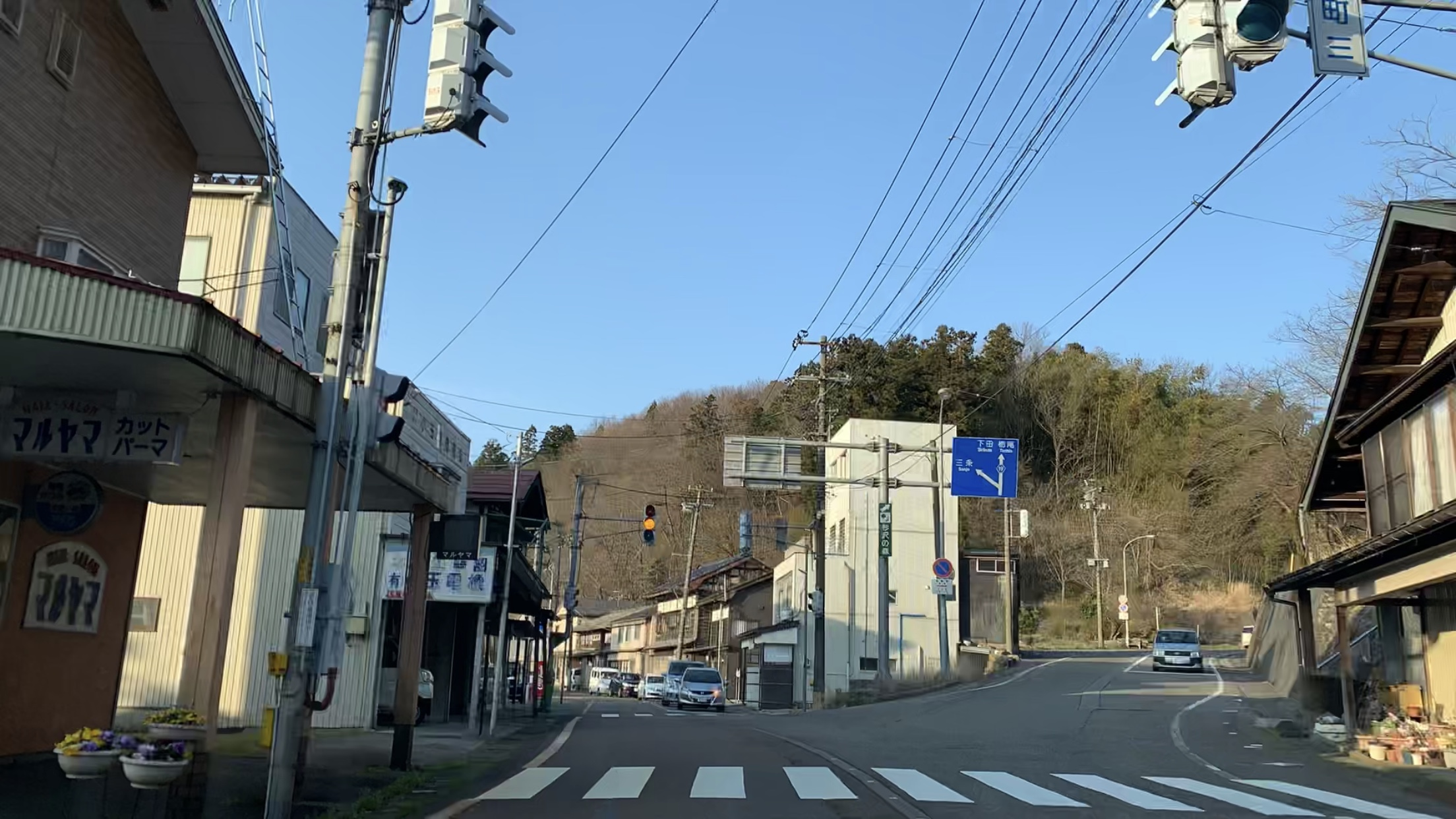
見附市本町3丁目
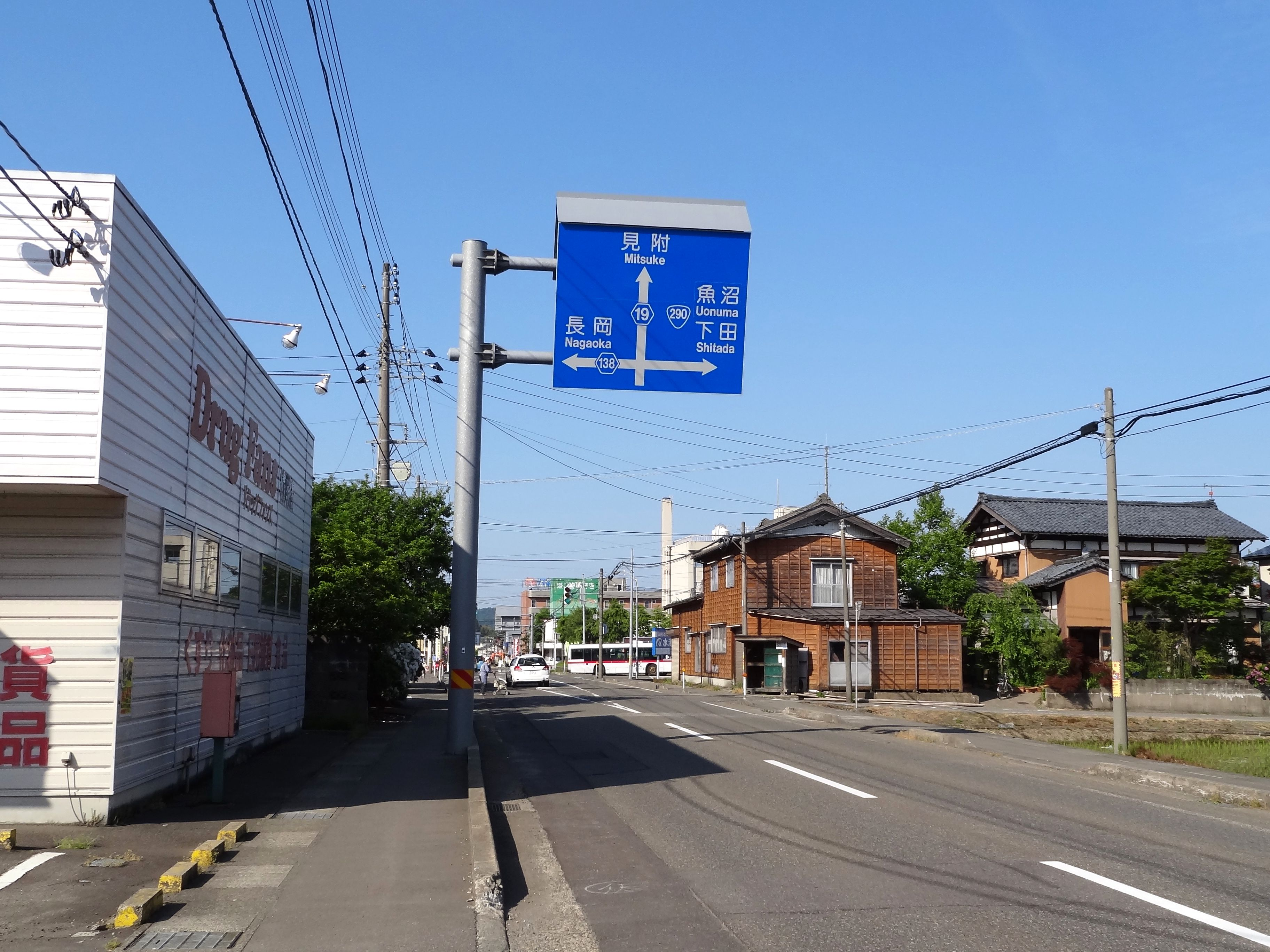
長岡市栄町付近
長岡市谷内